# Podplešivica
Podplešivica je naselje v Občini Brezovica. Vas je ob delavnikih povezana z rednima avtobusnima linijama z Ljubljano in Vrhniko. Ustanovljeno je bilo leta 1987 iz dela ozemlja naselja Plešivica. Leta 2015 je imelo 281 prebivalcev.